# Костас Лампру
Костас Лампру (грец. Κώστας Λάμπρου, нар. 18 вересня 1991, Афіни) — грецький футболіст, воротар клубу «Зволле».
Виступав, зокрема, за клуби «Феєнорд» та «Віллем II», а також молодіжну збірну Греції.

## Клубна кар'єра
Народився 18 вересня 1991 року в місті Афіни. Розпочав займатись футболом у клубі «Атромітос Елпіда». У віці 13 років Лампру помітили скаути «Аякса» і незабаром хлопець перейшов до академії амстердамського клубу. Наступного року «Аякс» випустив гравця, втім він вирішив залишитись у Нідерландах і перейшов до аматорської команди «Амстелвен», де згодом воротаря помітили скаути «Феєнорда», забравши Лампру в молодіжну команду свого клубу.
У сезоні 2009/10 Лампру був переведений до основної команди, ставши другим воротарем, втім так за неї і не зіграв жодної гри. Влітку 2010 року був відданий в оренду в «Ексельсіор» (Роттердам), але і у цьому клубі на дорослому рівне не дебютував і на початку 2011 року він був повернутий у «Феєнорд». У сезоні 2011/12 знову був другим воротарем і 20 вересня 2011 року він дебютував на професійному рівні в домашній грі на Кубок Нідерландів проти клубу АГОВВ. 15 вересня 2012 року Лампру дебютував у Ередивізі в домашній грі проти «Зволле» завдяки травмі основного воротаря Ервіна Мюлдера, втім стати основним грецький воротар так і не зумів і після відновлення Роналд Куман знову довірив місце в основі Мюлдеру.
4 липня 2014 року перейшов на правах оренди у «Віллем II», який наступного року повністю викупив контракт гравця. Протягом усіх трьох сезонів, проведених у складі «Віллема II», був основним голкіпером команди, зігравши 101 матч у Ередивізі.
1 серпня 2017 року на правах вільного агента підписав річний контракт з «Аяксом» приєднався 2017 року, втім у новій команді знову змушений був обходитись роллю дублера Андре Онана. Тому лише 25 жовтня 2017 року він дебютував за першу команду під час матчу Кубка проти «Де Дейка», а 6 травня 2018 року, в останній грі сезону, коли ПСВ вже був чемпіоном, вперше зіграв за «Аякс» в Ередивізі. Втім 2 липня 2018 року Лампру продовжив контракт з амстердамцями ще на рік.

## Виступи за збірні
2008 року дебютував у складі юнацької збірної Греції, взяв участь у 15 іграх на юнацькому рівні, пропустивши 12 голів.
Протягом 2009—2011 років залучався до складу молодіжної збірної Греції. На молодіжному рівні зіграв у 14 офіційних матчах, пропустив 14 голів.

## Статистика виступів

### Статистика клубних виступів
| Сезон               | Команда             | Чемпіонат           | Чемпіонат | Чемпіонат | Національний кубок | Національний кубок | Національний кубок | Континентальні кубки | Континентальні кубки | Континентальні кубки | Інші змагання | Інші змагання | Інші змагання | Усього | Усього |
| Сезон               | Команда             | Ліга                | Ігор      | Голів     | Ліга               | Ігор               | Голів              | Ліга                 | Ігор                 | Голів                | Ліга          | Ігор          | Голів         | Ігор   | Голів  |
| ------------------- | ------------------- | ------------------- | --------- | --------- | ------------------ | ------------------ | ------------------ | -------------------- | -------------------- | -------------------- | ------------- | ------------- | ------------- | ------ | ------ |
| 2008–09             | «Феєнорд»           | E                   | -         | -         | -                  | -                  | -                  | -                    | -                    | -                    | -             | -             | -             | -      | -      |
| 2009–10             | «Феєнорд»           | E                   | -         | -         | -                  | -                  | -                  | -                    | -                    | -                    | -             | -             | -             | -      | -      |
| 2010–11             | «Ексельсіор»        | E                   | -         | -         | КН                 | -                  | -                  | -                    | -                    | -                    | -             | -             | -             | -      | -      |
| 2010–11             | «Феєнорд»           | E                   | -         | -         | -                  | -                  | -                  | -                    | -                    | -                    | -             | -             | -             | -      | -      |
| 2011–12             | «Феєнорд»           | E                   | -         | -         | КН                 | 2                  | -2                 | -                    | -                    | -                    | -             | -             | -             | 2      | -2     |
| 2012–13             | «Феєнорд»           | E                   | 12        | -17       | КН                 | 2                  | -2                 | ЛЧ+ЛЄ                | -                    | -                    | -             | -             | -             | 14     | –      |
| 2013–14             | «Феєнорд»           | E                   | 2         | -1        | КН                 | 1                  | 0                  | ЛЄ                   | -                    | -                    | -             | -             | -             | 3      | -1     |
| Усього за «Феєнорд» | Усього за «Феєнорд» | Усього за «Феєнорд» | 14        | -18       |                    | 5                  | -4                 |                      |                      |                      |               |               |               | 19     | -22    |
| 2014–15             | «Віллем II»         | E                   | 33        | -47       | КН                 | 1                  | -2                 | -                    | -                    | -                    | -             | -             | -             | 34     | -49    |
| 2015–16             | «Віллем II»         | E                   | 33        | -51       | КН                 | 3                  | -2                 | -                    | -                    | -                    | -             | -             | -             | 36     | -53    |
| Усього за Willem II | Усього за Willem II | Усього за Willem II | 66        | -98       |                    | 4                  | -4                 |                      |                      |                      |               |               |               | 70     | -102   |
| Усього за кар'єру   | Усього за кар'єру   | Усього за кар'єру   | 80        | -116      |                    | 9                  | -8                 |                      |                      |                      |               |               |               | 89     | -124   |

## Титули і досягнення
- Чемпіон Нідерландів (1):

Аякс: 2018-19
- Володар Кубка Нідерландів (1):

Аякс: 2018-19
- Володар Кубка Нідерландів (1):

«Феєнорд»: 2023–24